# Università Jinan
L'Università Jinan (abbreviato JNU)(暨南大学,  暨南大學, pinyin:Jìnán Dàxué; nota come 暨大, pinyin: Jìdà), è un'università cinese situata a Canton. 

## Storia
È stata fondata nel 1906 ed accoglie ormai 45.000 studenti.

## Organizzazione
L'ateneo ha cinque campus, tutti nell'area di Guangzhou; la sede principale è nel distretto Canton. Offre corsi di laurea, laurea magistrale e dottorato.
L'Università si compone di 25 scuole e 55 dipartimenti, con 86 corsi di laurea.

## Collaborazioni internazionali
Collabora a livello internazionale con molti atenei, tra questi l'Università del Salento.